# Вељко Лукић Курјак
Вељко Лукић Курјак (Доња Буковица, код Бијељине, јун 1917 — Којчиновац, код Бијељине, 21. јун 1944) био је учесник Народноослободилачке борбе и народни херој Југославије.

## Биографија
Рођен је јуна 1917. године у селу Доњој Буковици, код Бијељине. Потиче из угледне сеоске породице. После завршене основне школе, остао је на селу и са оцем и браћом се бавио земљорадњом.
Окупација Краљевине Југославије и стварање усташке Независне Државе Хрватске, 1941. године, као и усташки покољи и прогањање недужних грађана, утицали су на Вељка да се придружи Народноослободилачком покрету (НОП). У септембру 1941. године ступио је у партизане, у прву партизанску чету у Црњелову Горњем. Била је то мала чета са свега 19 бораца и три пушке. Као борац, Вељко се истакао већ у првим борбама, у нападу на жандармеријску касарну у Драгаљевцу, Црњелову Горњем, и другим акцијама. На предлог Фадила Јахића Шпанца и Светолика Госпића примљен је у чланство Комунистичке партије Југославије (КПЈ) 2. септембра 1941. године.
После формирања Мајевичког партизанског одреда, почетком 1942. године, постављен је на дужност командира Семберске партизанске чете. Истакао се при нападу чете на усташко-домобранско упориште у Миладијама, код Брчког, јануара 1942. године. Због храбрости и одлучности у борби, од другова је добио надимак „Курјак“.
У то време, у јеку најжешћих борби против Немаца и усташа у источној Босни, дошло је до сукоба с четницима, који су фебруара 1942. године напали Штаб Мајевичког партизанског одреда. Били су то изузетно тешки дани — Одред је остао без муниције и морао је да се повлачи према Бирчу и Шековићима, преко друма Зворник-Тузла, који су браниле јаке усташке снаге. Повлачење Одреда штитила је Вељкова чета, која је имала пресудну улогу, јер се у више сусрета, а посебно на Вукосавцима, борила против четничких јединица.
Марта 1942. године, Мајевички НОП одред преименован у Други ударни батаљон, а Вељко је постављен за командира Шесте чете. После формирања Шесте пролетерске источнобосанске ударне бригаде, августа 1942. године, Вељков Други ударни батаљон је укључен у њен састав. После петомесечних борби по Бирчу, Романији, Звијезди, долини Криваје и Коњуху, батаљон се у септембру вратио на терен Мајевице и Семберије. Шеста источнобосанcка бригада је октобра 1942. била приморана да се под притиском јаких непријатељских снага повуче са Мајевице и преко реке Саве пребаци у Срем. Штаб бригаде је тада одлучио да Вељков батаљон остане у Семберији.
После повратка Бригаде у Семберију, крајем 1942. године, Вељко је, због великих успеха постигнутих у борби против четника, постављен за команданта батаљона. Тих дана батаљон је водио тешке борбе, а у једној од тих борби Вељко је изгубио око. У борбама против усташа код Кладња, фебруара 1943. године, био је поново рањен. Извесно време се лечио у Шековићима, а затим је пренесен у Семберију. После делимичног оздрављења, априла исте године, постављен је за команданта Трећег мајевичког партизанског одреда. Са својом јединицом разбио је 11. јуна 1943. године, целу домобранску пуковнију. Тада је заробљено комплетно наоружање и 1.256 домобрана. Трећи мајевички одред и Први батаљон Друге војвођанске бригаде, под заједничком командом Вељка Лукића Курјака, ослободили су Угљевик 16. јуна 1943. године. У борбама за ослобођење Тузле, у септембру 1943. године, његов Одред заузео је село Лукавац и водио жестоке борбе с Немцима, који су покушавали да продру у тада ослобођену Тузлу.
После ослобођења Тузле, 10. октобра 1943. године Трећи мајевички партизански одред је преформиран у Седамнаесту мајевичку бригаду, а Вељко је постављен за њеног команданта. Током Шесте непријатељске офанзиве, децембра 1943. године, Вељко је у борби с Немцима на планини Звијезди тешко рањен у кичму. Поново је лечен и оперисан у партизанској болници у Шековићима; пошто је рана тешко зарастала, пребачен је у трновску болницу у Семберији. Пошто је у пролеће 1944. године, Семберија била захваћена новом непријатељском офанзивом, већина покретних рањеника је била смештена у раније припремљене земунице. Вељко је тада пребачен у село Глоговац, код Бијељине.
Четници су сазнали да се око Бијељине налазе скривени партизански рањеници и почели су да их траже. Вељко је због тога неколико пута премештан из базе у базу, али је 21. јуна 1944. откривен и убијен у селу Којчиновцу. Његово тело четници су предали Немцима, који су га, као опомену народу, изложили у центру Бијељине.
Указом Председништва Антифашистичког већа народног ослобођења Југославије (АВНОЈ), 2. јануара 1945. године, међу првим борцима Народноослободилачке војске, проглашен је за народног хероја.
По њему је 1947. године названо село Лукићево у околини Зрењанина.